# Бялко, Александр Андреевич
Алекса́ндр Андре́евич Бя́лко (28 августа 1952, Москва, СССР — 23 августа 2024, Москва, Россия) — российский физик-ядерщик, журналист, литератор. Кандидат физико-математических наук. С 1979 по 2009 год — игрок телеклуба «Что? Где? Когда?».

## Образование и профессиональная деятельность
Александр Бялко родился 28 августа 1952 года в Москве.
Выпускник МИФИ по специальности «ядерная физика». В 1984 году окончил Московский институт журналистики при факультете журналистики МГУ. Учился также в Московском институте иностранных языков. Владел восемью языками. В 1986 году защитил кандидатскую диссертацию «Система накопления, хранения и анализа двумерной спектрометрической информации на основе сжатия данных методом разложения по сингулярным значениям».
Преподавал в МИФИ, затем работал заместителем директора компании «Бренер», заместителем директора по науке опытного химико-металлургического завода «Гиредмета» в городе Подольск Московской области. Имеет около 40 работ в области ядерной физики и теории информации. В 2008—2009 годах — декан Академии труда и социальных отношений.
Вёл программу «Бялко-шоу» на радиостанции «Культура», в 2007 году выдвигавшуюся на национальную премию «Радиомания» в номинации «Радиоигра».
В последние годы был на пенсии.
По сообщению дочери Марии, умер вечером 23 августа 2024 года. Причиной смерти стала остановка сердца. 27 августа на Хованском кладбище прошло прощание. Прах А.Бялко захоронен в колумбарии Котляковского кладбища вместе с прахом его отца

## Что? Где? Когда?
В телеклуб «Что? Где? Когда?» Александр Бялко пришёл студентом МИФИ в 1979 году. В 1980 году стал обладателем первого учреждённого в телеигре приза «Знак совы». Участник сборной СССР на международных играх в Болгарии. В 1980-е годы был репетитором будущего ведущего «Что? Где? Когда?» Бориса Крюка по физике, готовил его к поступлению в институт.
В 2000 году, после длительного перерыва, принял участие в серии юбилейных игр в составе «сборной 1980-х» и был награждён «Хрустальной совой». В качестве телезнатока приобрёл широкую известность. В частности, в третий, «звёздный», сезон «Последний герой 3: Остаться в живых» среди прочих знаменитостей пригласили и Бялко. Последнюю свою игру в клубе провёл в переформированной команде Виктора Сиднева в 2009 году.
Конец телевизионной карьеры Бялко связан с ситуацией в его личной жизни. В начале 2010-х Бялко развёлся с супругой Еленой, которая являлась редактором «Что? Где? Когда?» и близкой подругой руководительницы программы Наталии Стеценко. Вследствие этого руководство клуба запретило ему приходить на игры.
Саша Бялко — это моя боль. Это человек, который не оправдал моих надежд. Я считаю, что он был самым светлым, интеллектуальным и перспективным человеком в клубе. К сожалению, так произошло, что он не сложился ни как личность, ни как семьянин, что для меня самое главное.Наталия Стеценко об Александре Бялко

## Литературная карьера
С 2005 года московское издательство «Октопус» выпускает книги Александра Бялко. Первой изданной книгой стал сборник рецептов и околокулинарных историй «Божий дар, или Яичница», выпущенный тиражом 7000 экземпляров. Впоследствии издавались как художественные книги («Изнанка», «Роман с физикой» — последний принёс в 2011 году автору звание лауреата конкурса «Золотое перо Руси»), так и научно-популярные («Происхождение человечества»). Общий тираж книг Бялко превысил 15 тысяч экземпляров.

## Политическая деятельность
Александр Бялко состоял в Союзе правых сил, являлся членом Федерального политического совета (ФПС) движения. На сайте СПС регулярно размещались полемические и публицистические статьи Бялко.
24 мая 2007 года принимал участие в телепередаче «К барьеру!» на канале НТВ, в которой участвовал также Владимир Жириновский. По ходу передачи Бялко обвинил Жириновского и фракцию ЛДПР в последовательном отстаивании интересов Израиля в российской политике. Руководство СПС дезавуировало заявление Бялко и принесло извинения Жириновскому.

## Личная жизнь
- Первая жена: Елена Бялко (Малышева[9]) — редактор программы «Что? Где? Когда?»
- Вторая жена: Агата Альмеева (2012—2022). Была на 36 лет моложе супруга[11]. Скоропостижно скончалась от проблем с сердцем в 2022 году[21].